# Huncherange
Huncherange (lb. Hunchereng, niem. Hüncheringen) − wieś (Uertschaft) w południowym Luksemburgu, w kantonie Esch-sur-Alzette, w gminie Bettembourg. Do 3 października 2015 gmina leżała w dystrykcie Luksemburg. Liczy 718 mieszkańców (1 stycznia 2023). 